# Török egylírás érme
Az 1 TRY, 1 líra vagy egylíra (törökül: 1 Türk lirası) a legnagyobb forgalomban lévő török pénzérme, amelyet Törökország és Észak-Ciprus használ.

## Változatok

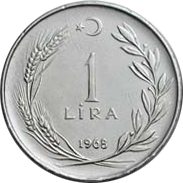
Egy régi egylírás

## Változatok[1][2]

### Régi líra (1923-2005)
| Előlap | Hátlap | Használat |
| ------ | ------ | --------- |
|        |        | 1934-1942 |
|        |        | 1937-1952 |
|        |        | 1947-1960 |
|        |        | 1957-1965 |
|        |        | 1959-1982 |
|        |        | 1968-1982 |

### Új líra (2005-most)
| Minta      | Minta                                                  | Műszaki paraméterek | Műszaki paraméterek                                   | Műszaki paraméterek                                               | Műszaki paraméterek                         | Leírás                        | Leírás                                                     | Verés         | Verés         |
| Előlap     | Hátlap                                                 | Átmérő              | Tömeg                                                 | Vastagság                                                         | Anyag                                       | Előlap                        | Hátlap                                                     | Verési év(ek) | Vert darab    |
| ---------- | ------------------------------------------------------ | ------------------- | ----------------------------------------------------- | ----------------------------------------------------------------- | ------------------------------------------- | ----------------------------- | ---------------------------------------------------------- | ------------- | ------------- |
|            |                                                        | 26,15 mm            | 8,5 g                                                 | 1,9 mm                                                            | Bimetálos: bronz mag, nikkel sárgaréz gyűrű | 1 YENİ TÜRK LİRASI, verési év | TÜRKİYE CUMHURİYETİ, Mustafa Kemal Atatürk                 | 2005-2008     | 464 069 000   |
|            |                                                        | 26,15 mm            | 8,2 g                                                 | 2 mm                                                              | Bimetálos: réz-nikkel mag, sárgaréz mag     | 1 TÜRK LİRASI, verési év      | TÜRKİYE CUMHURİYETİ, Mustafa Kemal Atatürk                 | 2009-2022     | 3 260 727 510 |
| 6,6 g      | 1,5 mm                                                 | 26,15 mm            | Bimetálos: nikkel-sárgaréz mag, nikkel-sárgaréz gyűrű | 2023                                                              | N/A                                         | 1 TÜRK LİRASI, verési év      | TÜRKİYE CUMHURİYETİ, Mustafa Kemal Atatürk                 |               |               |
| Emlékérmék |                                                        |                     |                                                       |                                                                   |                                             |                               |                                                            |               |               |
|            |                                                        | 26,15 mm            | 8,2 g                                                 | 2 mm                                                              | Bimetálos: réz-nikkel mag, sárgaréz gyűrű   | 1 TÜRK LİRASI, verési év      | TÜRKİYE CUMHURİYETİ, A török számvevőszék 150. évfordulója | 2012          | 1 000 000     |
|            | TÜRKİYE CUMHURİYETİ, A török olimpia 10. évfordulója   | 26,15 mm            | 8,2 g                                                 | 2 mm                                                              | Bimetálos: réz-nikkel mag, sárgaréz gyűrű   | 1 TÜRK LİRASI, verési év      | 2012                                                       | 1 000 000     |               |
|            | TÜRKİYE CUMHURİYETİ, A mártírok és veteránok emlékére, | 26,15 mm            | 8,2 g                                                 | 2 mm                                                              | Bimetálos: réz-nikkel mag, sárgaréz gyűrű   | 1 TÜRK LİRASI, verési év      | 2016                                                       | 70 000 000    |               |
|            | TÜRKİYE CUMHURİYETİ, Hagia Szophia                     | 26,15 mm            | 8,2 g                                                 | 2 mm                                                              | Bimetálos: réz-nikkel mag, sárgaréz gyűrű   | 1 TÜRK LİRASI, verési év      | 2020                                                       | 10 000 000    |               |
|            | 8,3 g                                                  | 26,15 mm            | 1,9 mm                                                | TÜRKİYE CUMHURİYETİ, A török országos nagygyűlés 100. évfordulója | Bimetálos: réz-nikkel mag, sárgaréz gyűrű   | 1 TÜRK LİRASI, verési év      | 2020                                                       | 100 000       |               |
|            | 8,3 g                                                  | 26,15 mm            | 2 mm                                                  | TÜRKİYE CUMHURİYETİ, Gaziantep 100. évfordulója                   | Bimetálos: réz-nikkel mag, sárgaréz gyűrű   | 1 TÜRK LİRASI, verési év      | 2021                                                       | 1 500 000     |               |
|            | 8,2 g                                                  | 26,15 mm            | 1,9 mm                                                | TÜRKİYE CUMHURİYETİ, A nagy ellentámadás 100. évfordulója         | Bimetálos: réz-nikkel mag, sárgaréz gyűrű   | 1 TÜRK LİRASI, verési év      | 2022                                                       | 100 000 000   |               |
|            | 8,15 g                                                 | 26,15 mm            | 1,9 mm                                                | TÜRKİYE CUMHURİYETİ, 1915 Çanakkale híd                           | Bimetálos: réz-nikkel mag, sárgaréz gyűrű   | 1 TÜRK LİRASI, verési év      | 2022                                                       | 5 000 000     |               |
|            | 6,6 g                                                  | 26,15 mm            | N/A                                                   | TÜRKİYE CUMHURİYETİ, 2023-as beoktatási ceremónia                 | Bimetálos: réz-nikkel mag, sárgaréz gyűrű   | 1 TÜRK LİRASI, verési év      | 2023                                                       | N/A           |               |

## Érték[3]
Az egylírás érme értéke folyamatosan csökken. Jelenleg tizedannyit ér, mint 2012-ben. 2014 januárjában egy-két hétig értéke leugrott 100 forint alá, majd vissza. Az érme legnagyobb elértéktelenedése 2018 augusztusában történt, alig két hét alatt. A hónap nyitó értéke, augusztus 1-én 55,7 forint volt, amely érték augusztus 14-ére 40,7 forintra csökkent.

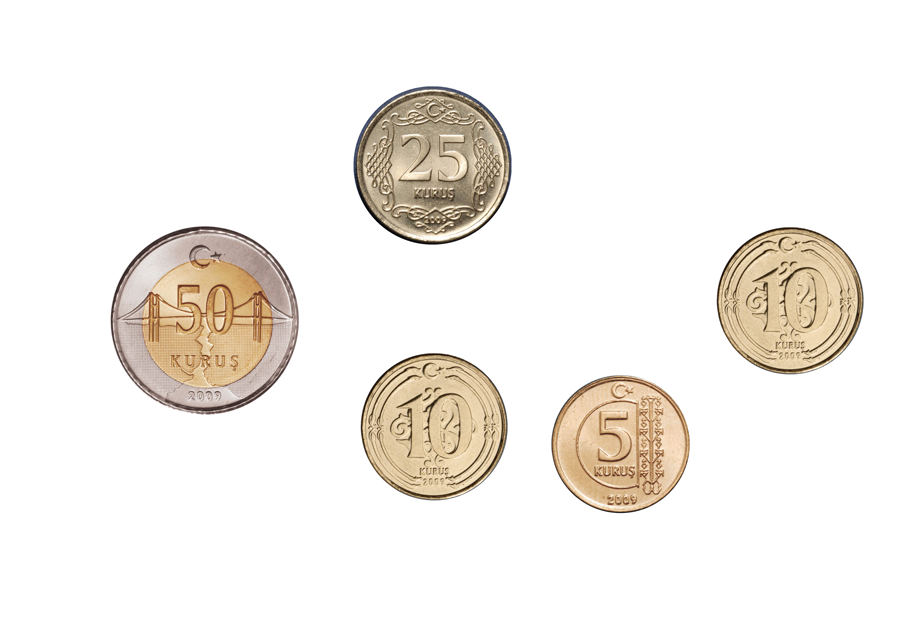
1 líra érmékben

Egy egylírás érme 100 kurust ér.
| Év         | Értéke Forintban | % érték |
| ---------- | ---------------- | ------- |
| 2012. jan. | 128,3            | 100,0%  |
| 2013. jan. | 123,7            | 96,4%   |
| 2014. jan. | 100,6            | 78,4%   |
| 2015. jan. | 112,1            | 87,3%   |
| 2016. jan. | 99,58            | 77,5%   |
| 2017. jan. | 83,46            | 65,0%   |
| 2018. jan. | 68,35            | 53,2%   |
| 2019. jan. | 52,95            | 41,2%   |
| 2020. jan. | 49,63            | 38,6%   |
| 2020. júl. | 46,07            | 35,9%   |
| 2021. jan. | 40,04            | 31,2%   |
| 2021. júl. | 34,02            | 25,3%   |
| 2022. jan. | 24,38            | 19,0%   |
| 2022. júl. | 22,66            | 17,7%   |
| 2023. jan. | 19,98            | 15,6%   |
| 2023. júl. | 13,21            | 10,3%   |
| 2023. nov  | 12,86            | 10,0%   |

## Lásd még
- Török líra